# Палац Фарнезе (П'яченца)

Палац Фарнезе в П'яченці (італ. Palazzo Farnese (Piacenza)) — історичний палац роду Фарнезе в  місті П'яченца в Італії (залишився недобудованим).

## Історія до 16 ст.
На північному боці за середньовічним містом неподалік від берега річки По вибудували 1352 року невелику фортецю. Замовником фортеці був Галеаццо ІІ Вісконті , тодішній герцог Мілана. Місце вважали статегічно важливим, бо дозволяло контролювати і місто, і прилеглу місцевість.
Невеличка фортеця випадково збережена до XX  ст.

## Історія в 16 ст. Проєкт архітектора Віньйоли

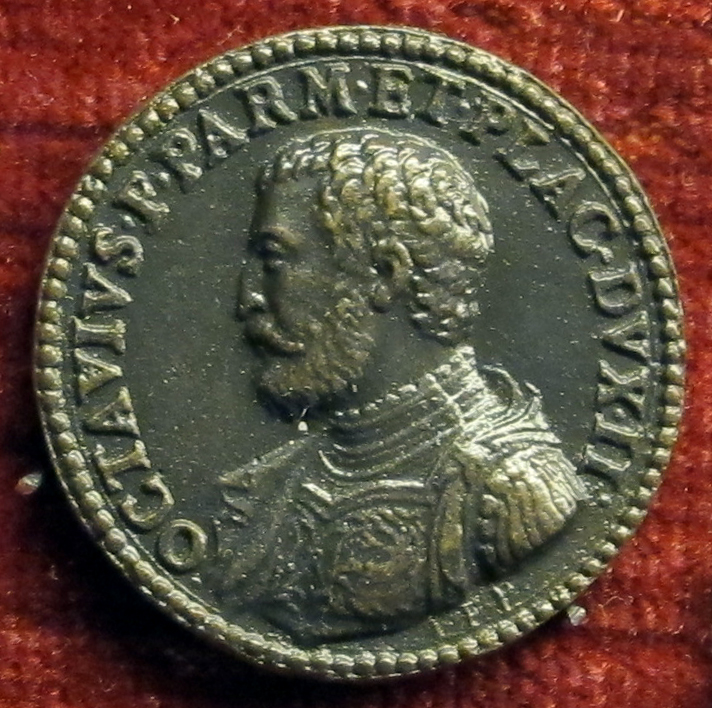
Джованні Федеріко Бонцаньї. «Герцог Пармський П'єрлуїджі Фарнезе (1503-1547)»

1545 року папа римський Павло III, скориставшись слабкістю Міланського герцогства, загарбав міста Парма і П'яченца та прилеглі землі і передав їх під владу власного сина П'єр-Луїджі Фарнезе . Останній обрав власною резиденцією невеличку фортецю, вибудовану ще Вісконті, єдину на той час у місті. Мала і непарадна, вона не задовольняла амбітного володаря і він ініціював її перебудову у більшу. П'єрлуїджі Фарнезе дав замову на проєкти скульптору і архітектору Мікеланджело Буонарроті та Антоніо да Сангалло, скориставшись підтримкою папи римського. Але у місті спалахнуло повстання проти загарбників Фарнезе, П'єрлуїджі Фарнезе був убитий, а місто захопив правитель Мілану Ферранте Гонзага від імені іспанського короля Карла V.
Син П'єрлуїджі, Оттавіо Фарнезе, швидко перейшов на бік короля Карла V і залишив таким чином статус герцога за собою. Аби зміцнити власне становище, пошлюбився із донькою Карла V Маргаритою Австрійською і отримав Герцогство Пармське у владу. Провінційна П'яченца була покинута, а резиденцію перенесли у місто Парма.
Про П'яченцу не забули, але необхідність будувати нову фортецю там відпала через військовий союз із Карлом  V та захистом його армією. У П'яченці вирішили побудувати розкішний палац нового типу. Проєкт створив архітектор Джакомо да Віньола, а реалізовував його місцевий архітектор Франческо Пачотто (1521-1591).
За проєктом Віньоли мав виникнути величний палац з внутрішнім двором неподалік від фортеці Вісконті, котра ставала його частиною. Родзинкою палацу мав стати театр просто неба за зразком античних. Вигляд внутрішнього двору з театром просто неба був поданий у проєкті та у архітектурній моделі  майбутнього палацу.
Проєкт і малюнки палацу Джакомо да Віньола 1561 року відіслав на вивчення і затвердження володарям герцогства Пармського.

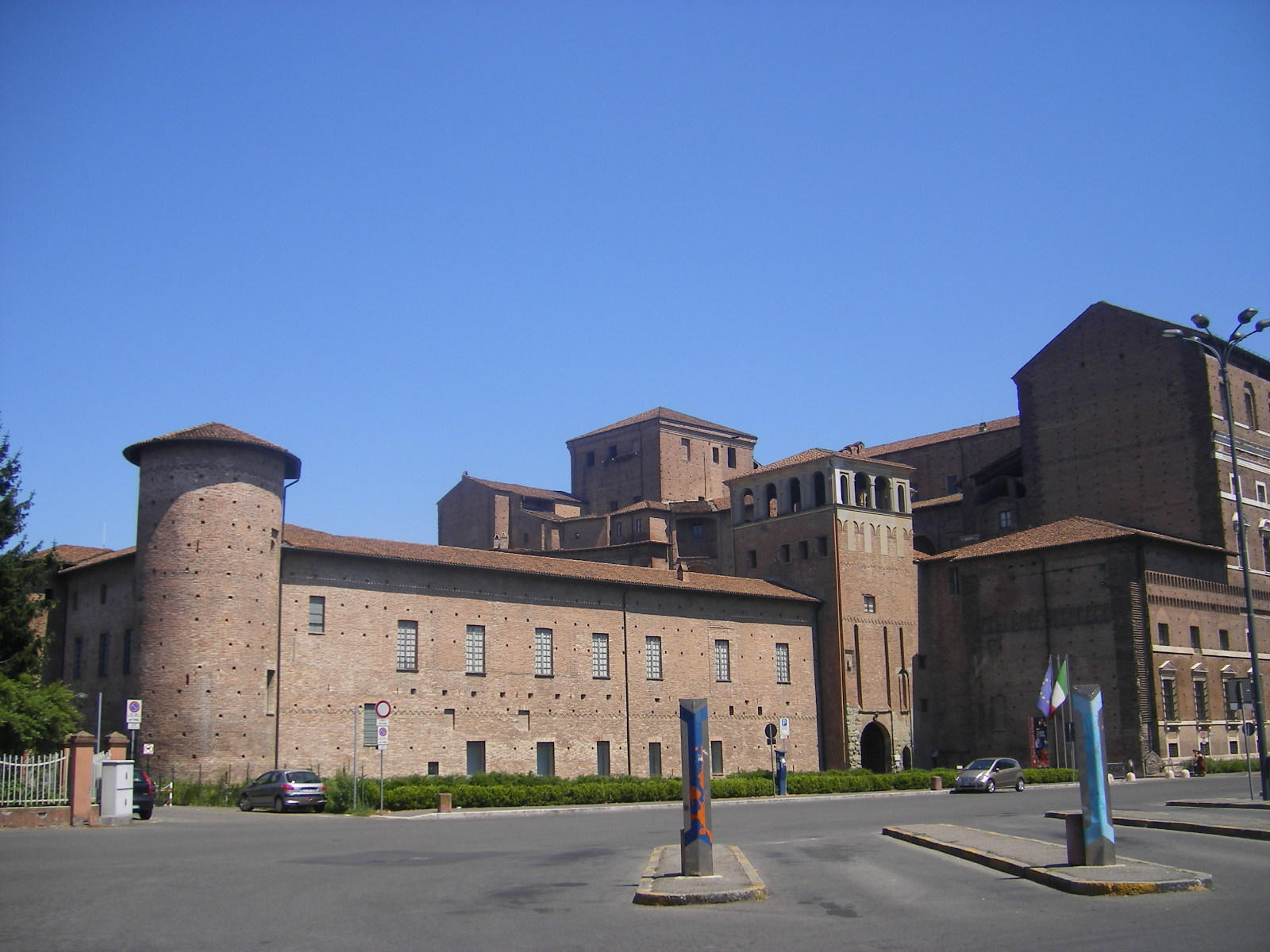
Фортеця часів Вісконті ліворуч
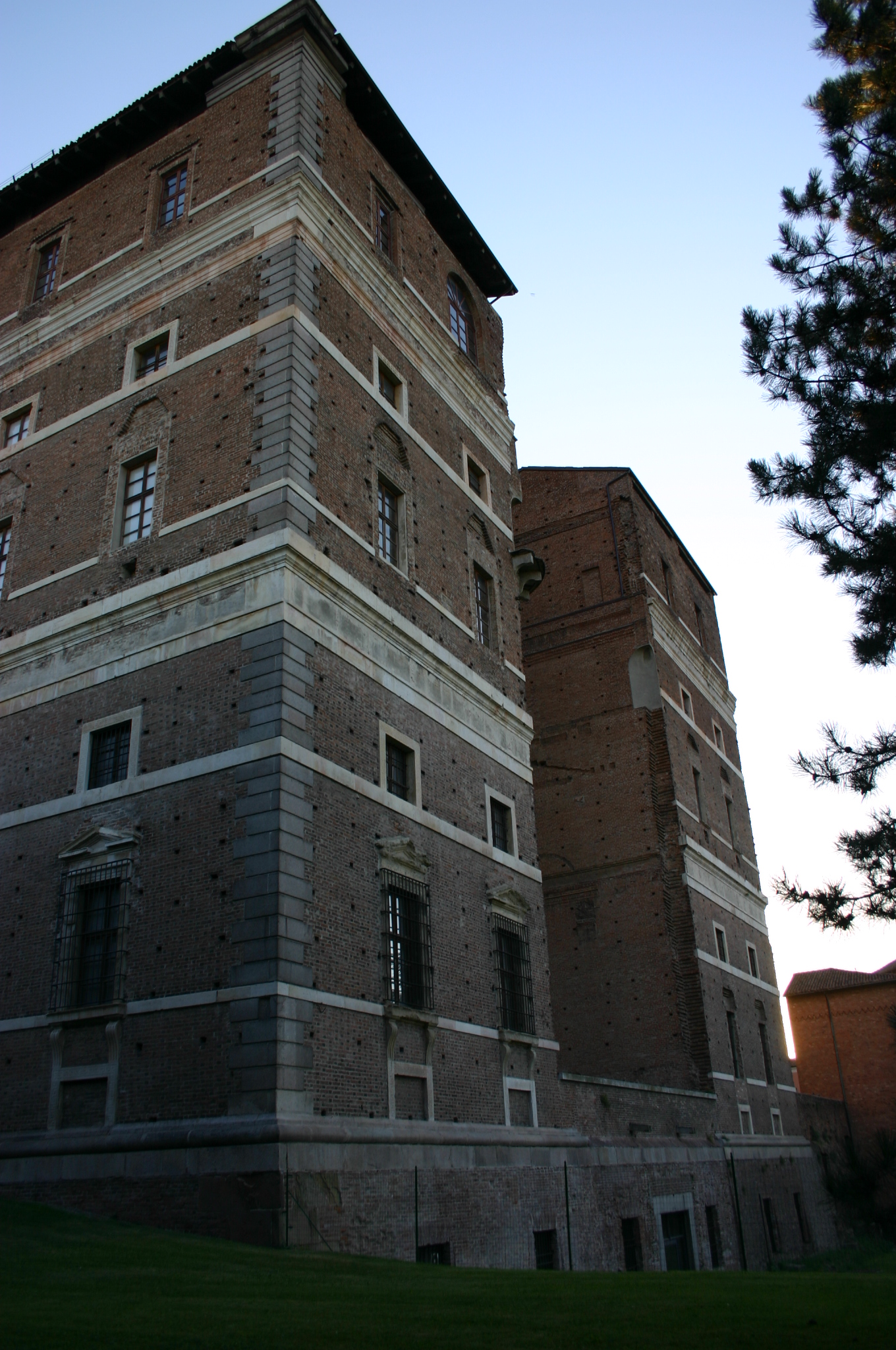
Торець палацу Фарнезе
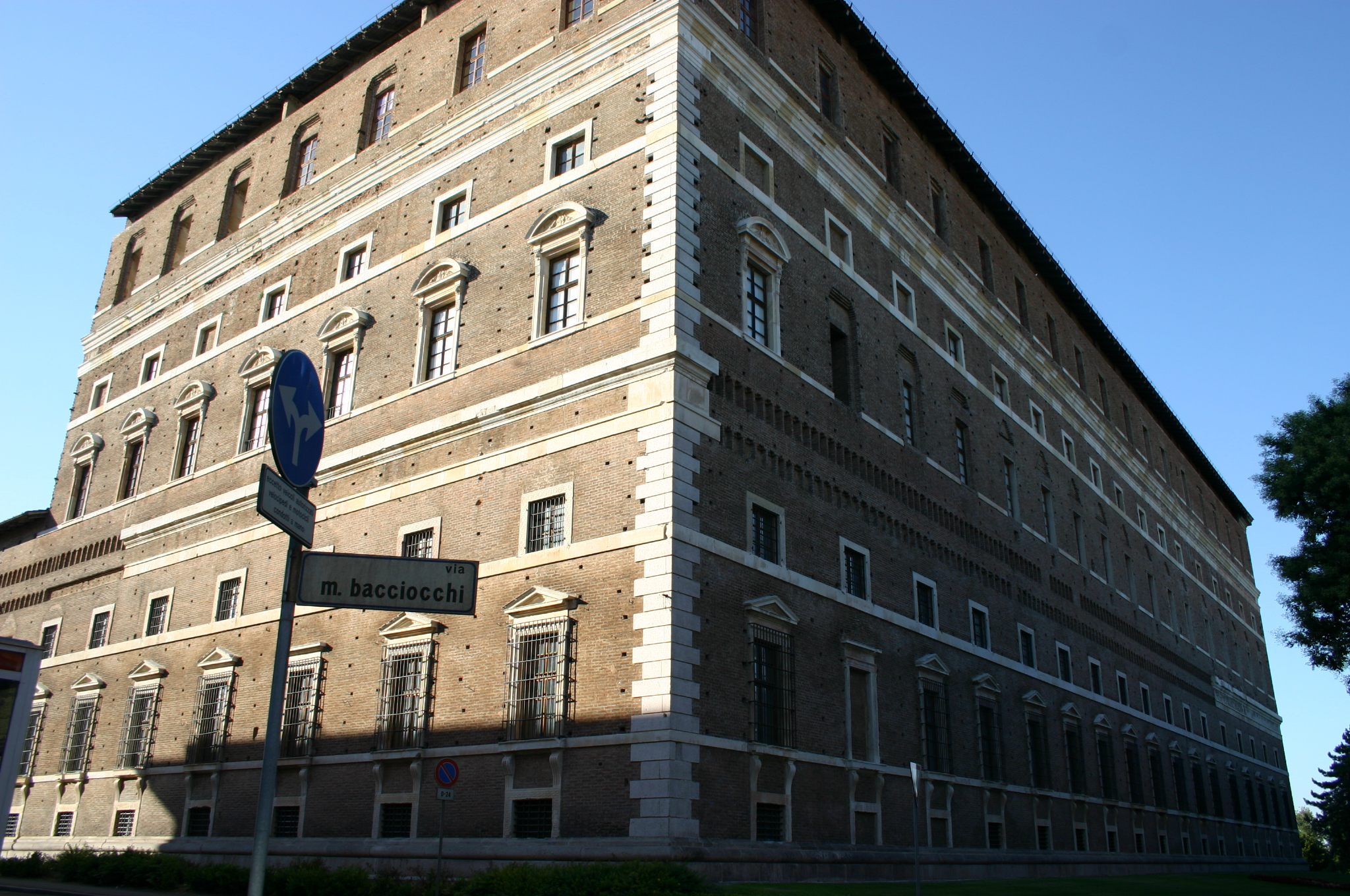
Вибудована частина палацу Фарнезе, фасади
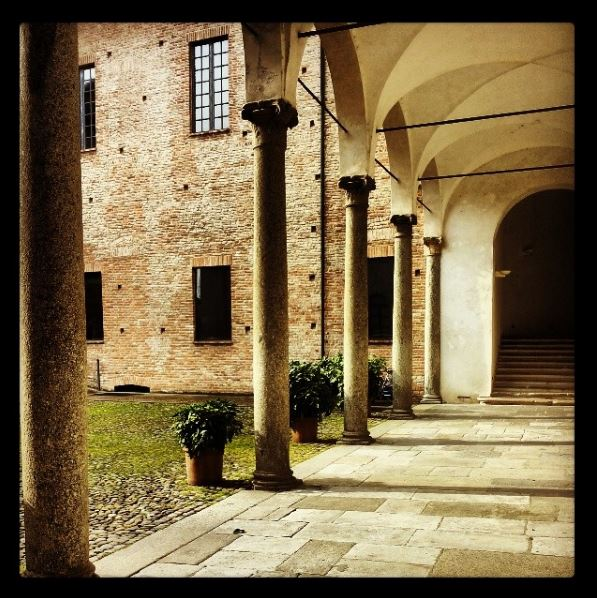
Галерея у внутрішньому дворику

## Історія в XVII ст.

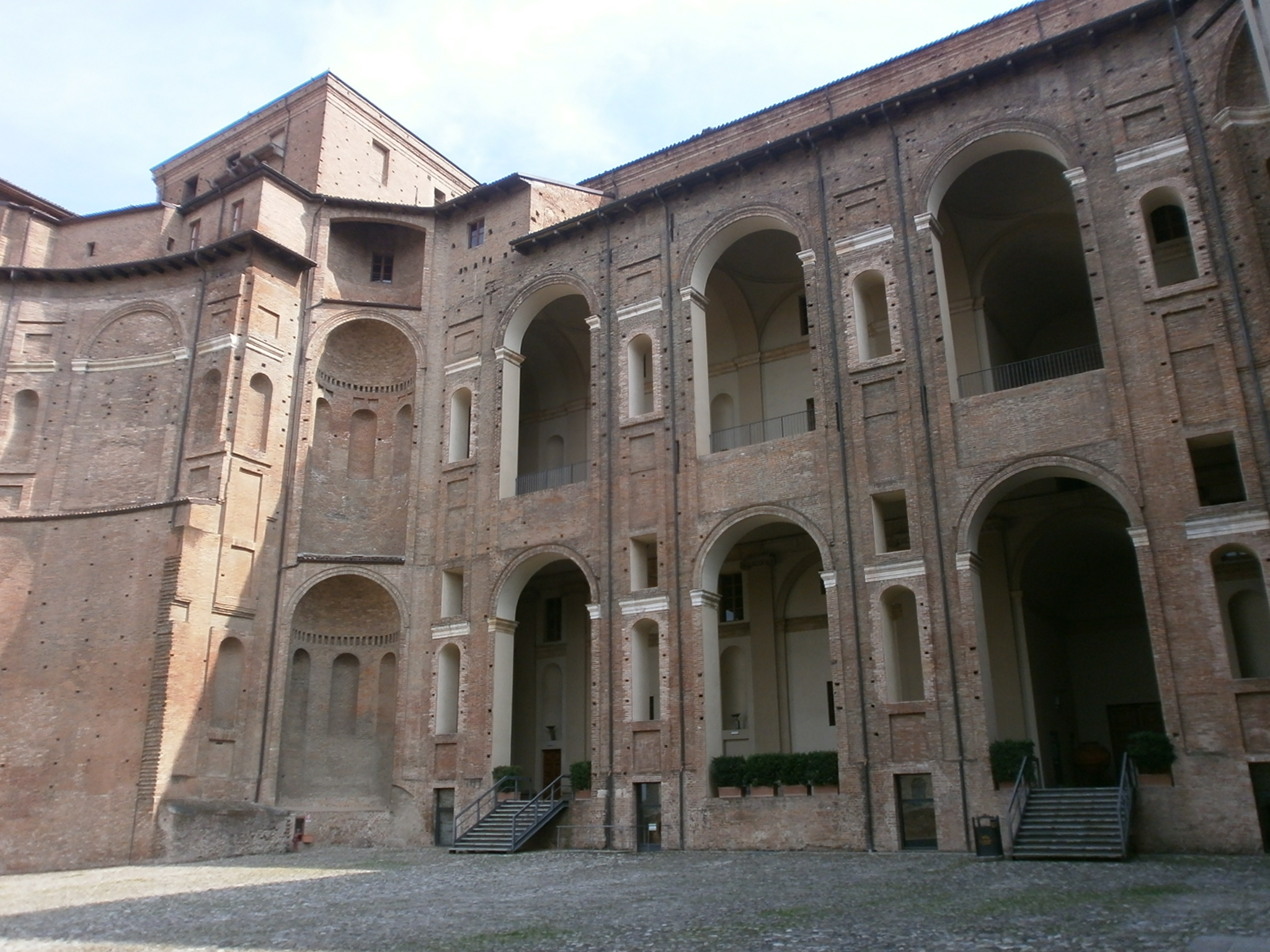
Вибудована частина внутрішнього двора з галереями і нішами

Будівницто тривало лише до 1602 року, коли ситуація змінилась. Необхідність будувати розкішний і завеликий палац відпала. Володарі задовольнились вибудованою частиною без театру просто неба. Від амбітних мрій залишився лише корпус з галереями та нішами, вибудований з червоної цегли.

## Події XVIII-XX ст.
З трьох братів Одоардо, Антоніо та Франческо Фарнезе лише Одоардо мав доньку Єлизавету, два інші не мали спадкоєців. Згодом Єлизавета стане другою дружиною короля Іспанії Філіпа V Бурбона. Антоніо Фарнезе помер 1731 року і чоловіча лінія Фарнезе увірвалась. Права спадку перейшли до старшого сина короля Іспанії Філіпа V та Єлизавети — Карла Бурбона. Він і став формально герцогом Пармським. По 1734 року йому запропонували трон короля Неаполя та Сицилії в обмін на відмову від герцогства Пармського. Останнє передавали під владу королів Австрії. Карл Бурбон, іспанський принц, однак вважав себе нащадком роду Фарнезе і не бажав віддавати австрійцям палацове майно у П'яченці. Він дав наказ вивезти все, що тільки можна було вивезти і передав австрійцям порожній палац.
Так у Неаполь були перевезені картинна галерея з портретами роду Фарнезе, розкішні меблі, килими і гобелени, всі скульптури і навіть ліжка. Всі ці речі згодом опиняться у палаці Каподімонте у Неаполі.
1748 року за Аахенською угодою Пармське герцогство повернули нащадкам роду Фарнезе. Володарем став брат Карла  принц Філіп Бурбон. Філіп намагався повернути собі і колекції Фарнезе, розкішні меблі, скульптури та картини, але король Неаполя та Сицилії уперто мовчав, бо це було лише його майно. Лише пізніше за втручання у родинну сварку короля Франції Людовика XV були повернуі декотрі меблі і дрібниці. Палац у П'яченці тривалий час залишався спустошеним. Не краще було і після захоплення міста 1803 року вояками Наполеона Бонапарта.
1822 року, коли П'яченца знову перейшла до Австрійської корони, порожній палац віддали під казарми австрійських вояків. По закінченні другої світової війни порожній палац взагалі зробили прихистком для безпритульних.

## Історичні інтер'єри палацу

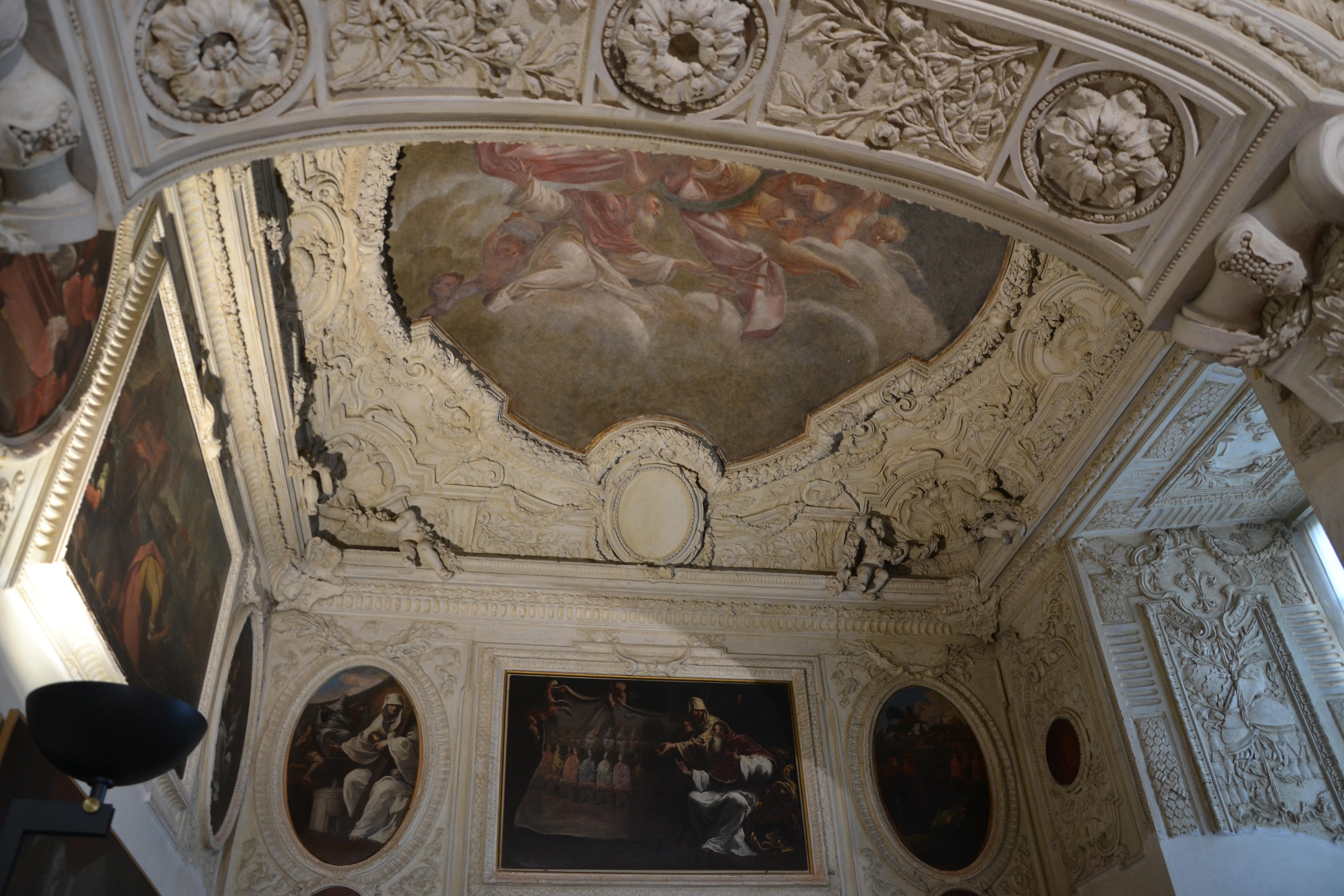

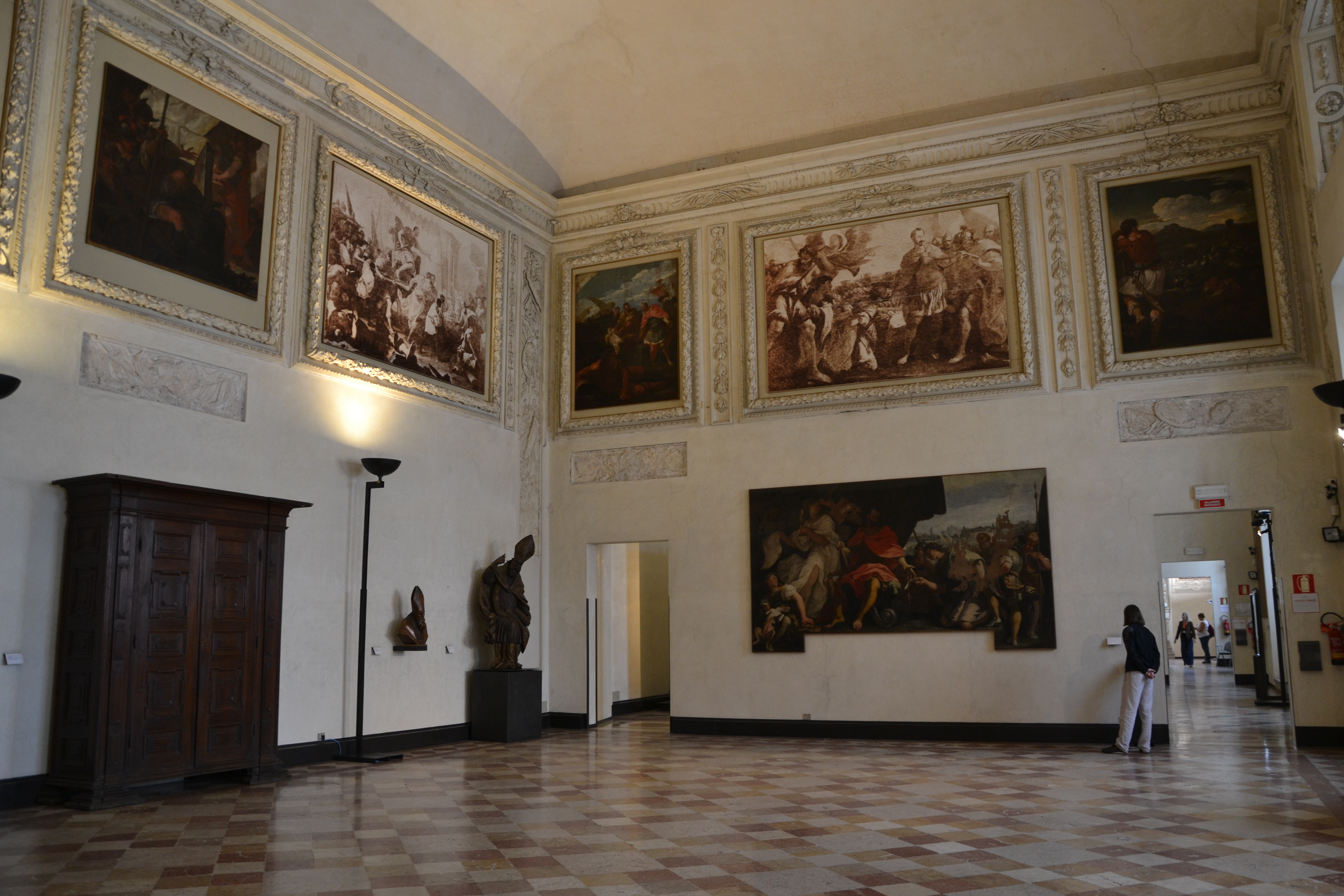
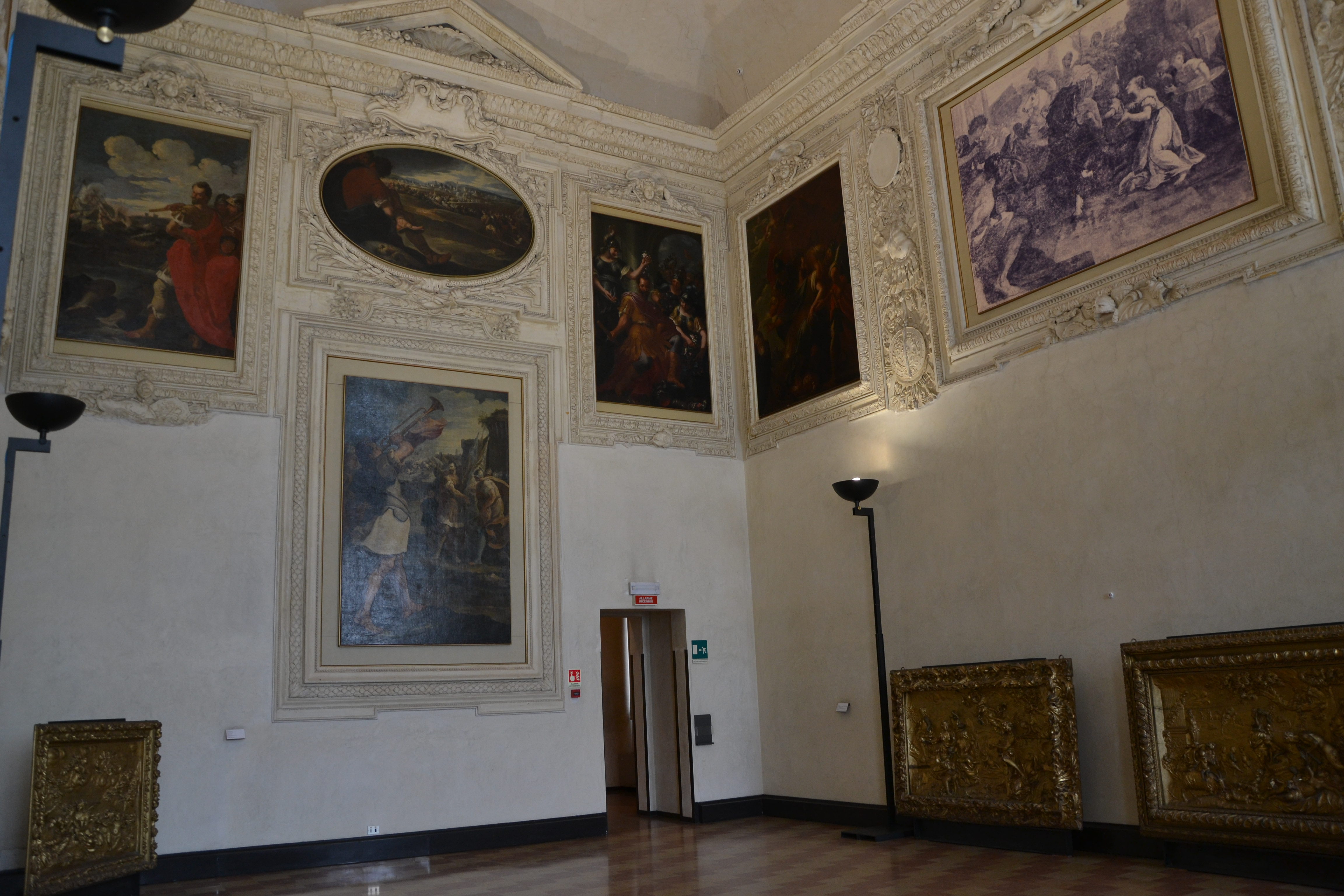
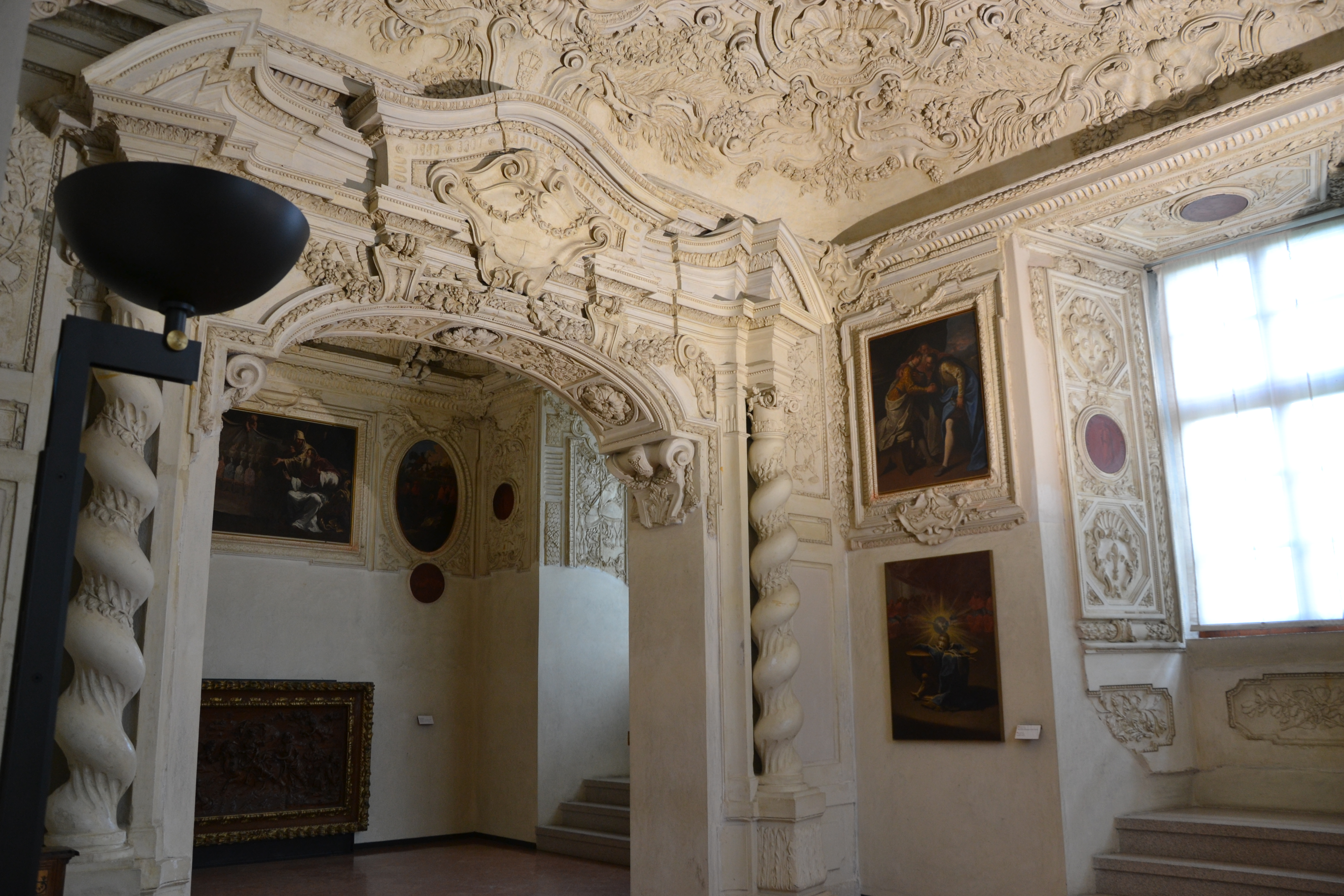
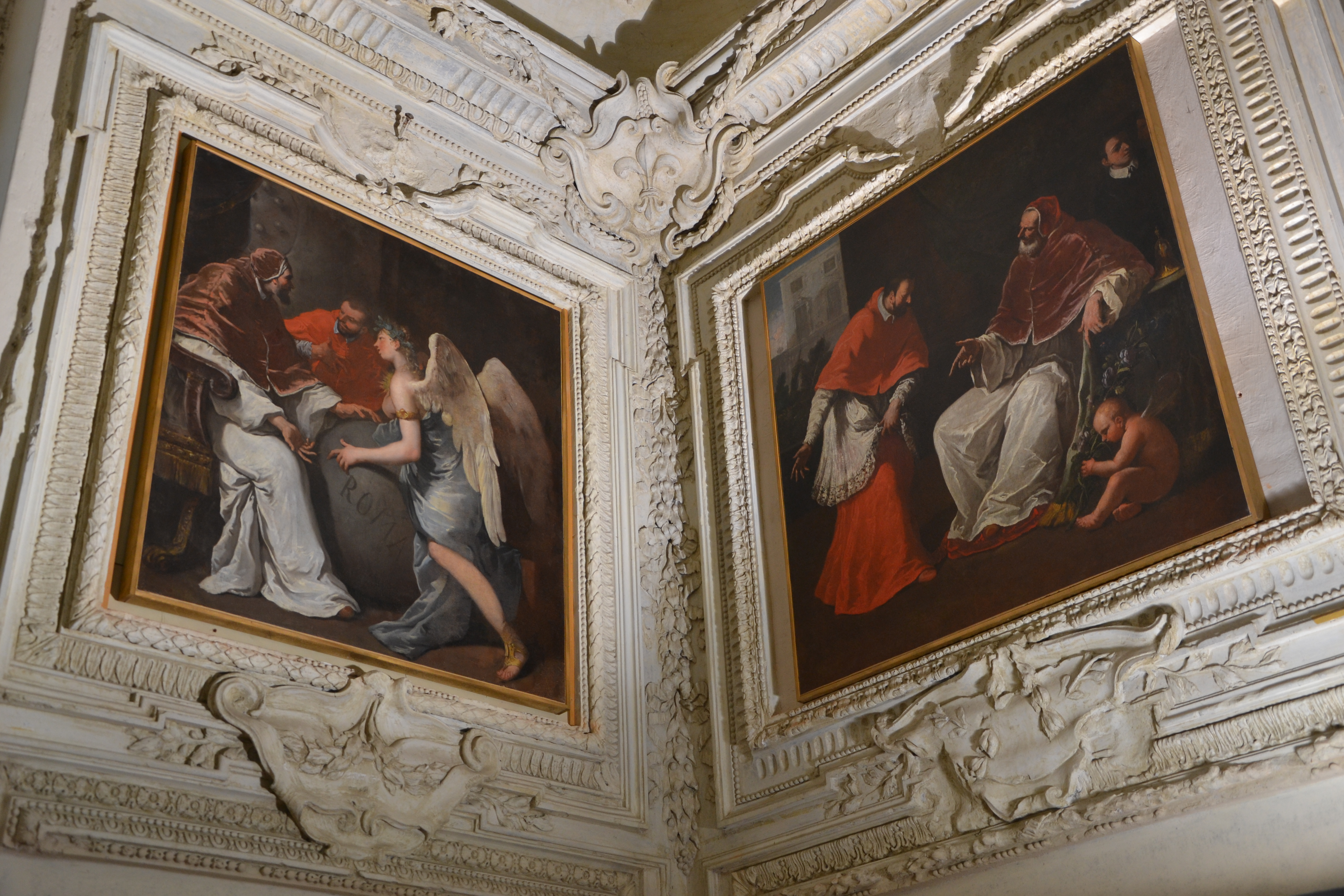

## Заклади, розташовані у палаці у 20 ст.
- Археологічний музей (П'яченца)
- Музей візків і карет
- Музей зброї
- Картинна галерея
- Музей Рісорджименто
- Міський архів

## Обрані експонати в міському музеї «Палац Фарнезе»

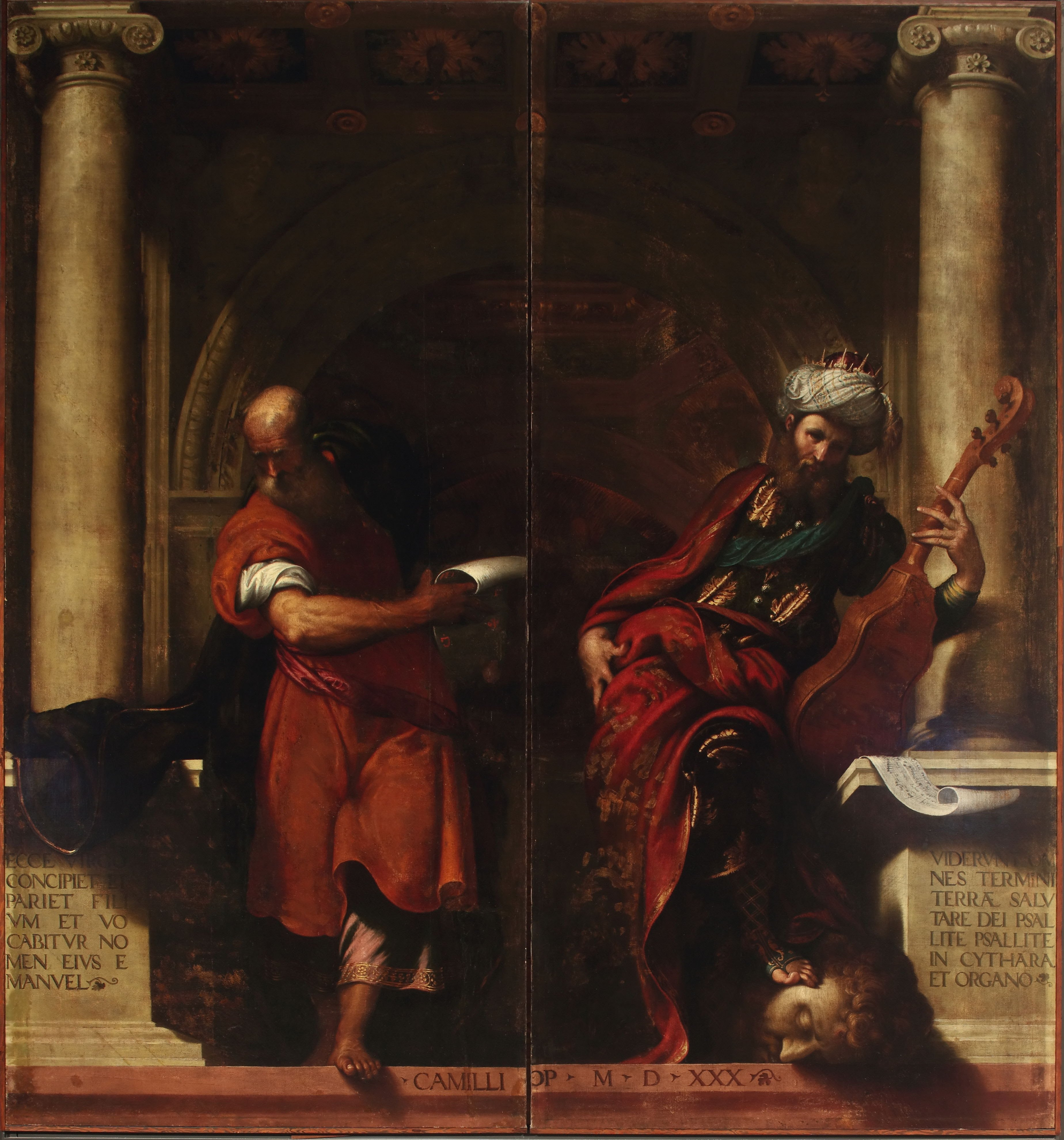
Худ. Камілло Бокаччіно (1505-1546). «Пророк Ісая і цар Давид», 1530 р.

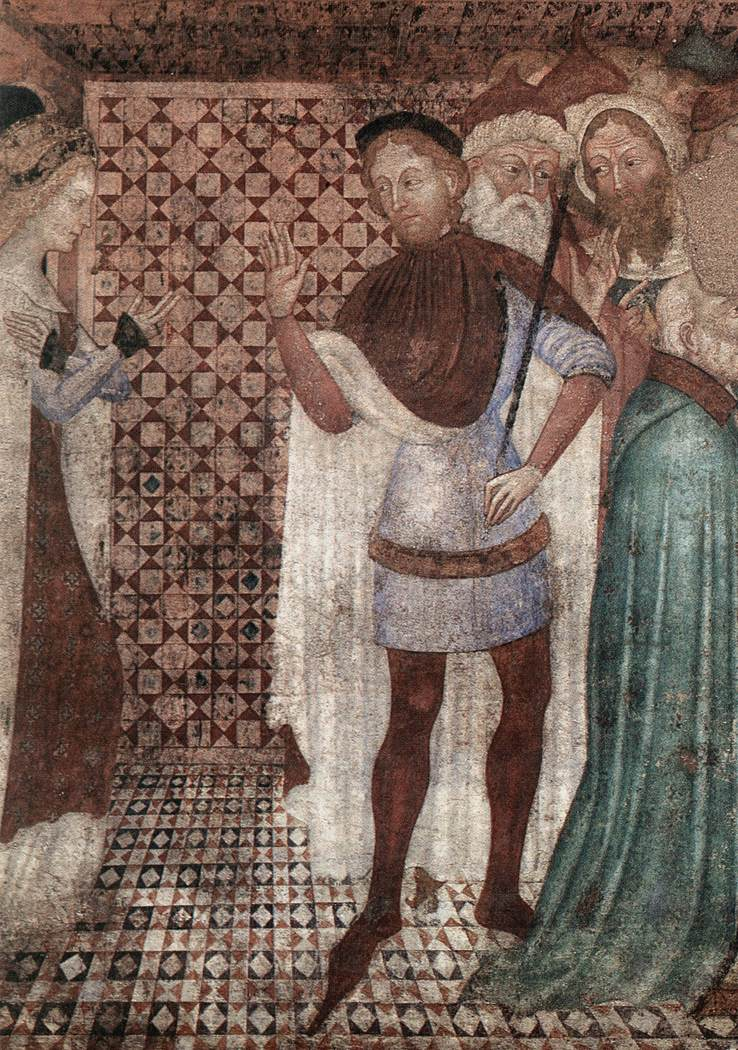
Невідомий майстер з Ломбардії кінця 14 ст. Фреска «Свята Катерина Алесандрійська спілкується з філософами», 1390-і рр.
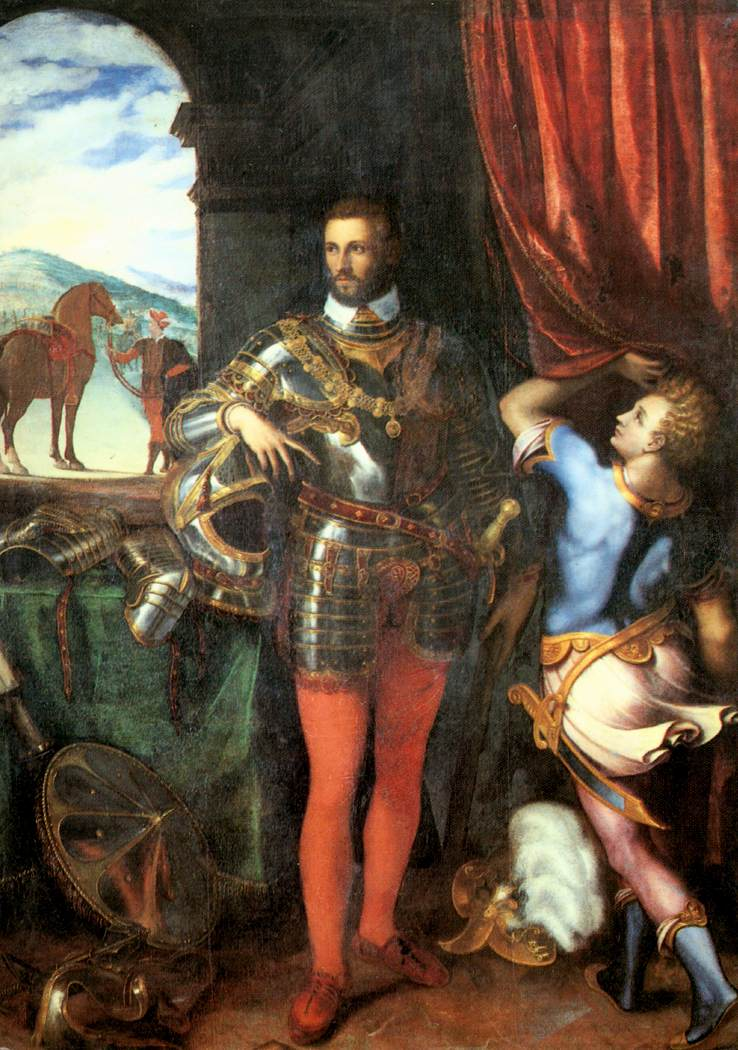
Джуліо Кампі. «Герцог Пармський Оттавіо Фарнезе», бл. 1551 р.
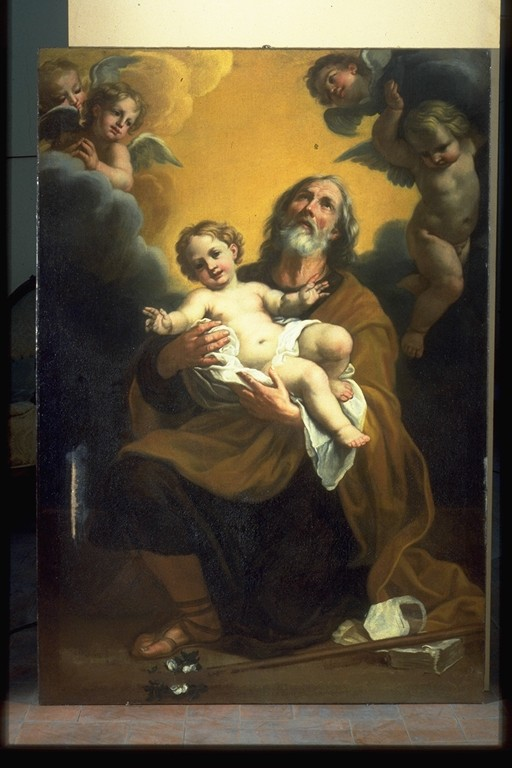
Робер де Лонж ( Фландрія 1645-1709). «Йосип обручник з Христом малюком»
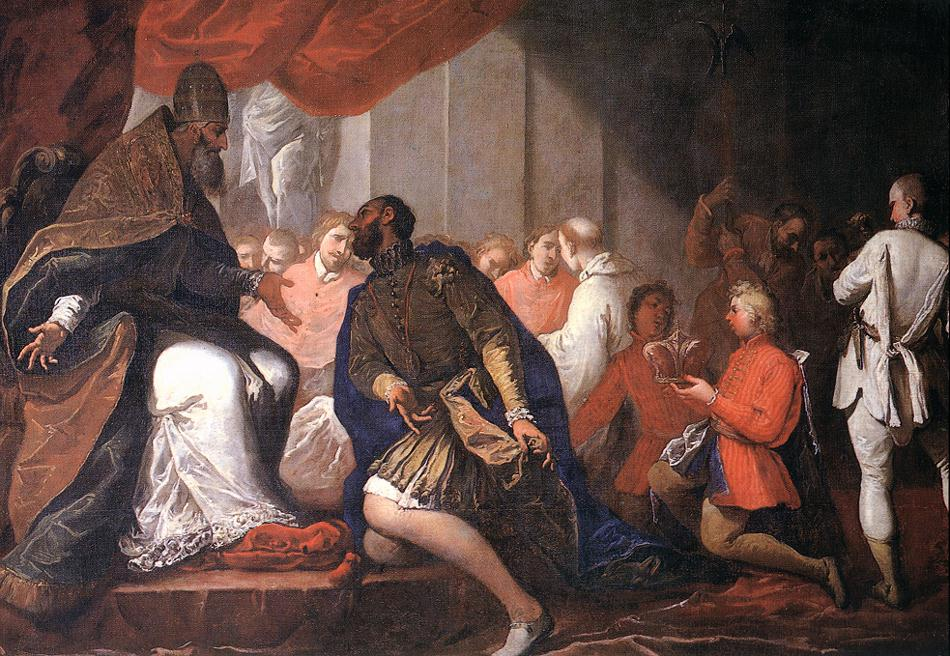
Себастьяно Річчі. «Папа римський Паоло ІІІ висвячує сина П'єрлуїджі Фарнезе на герцога Парми і П'яченци», бл. 1687 р.